# Одноцветка
Одноцве́тка (лат. Monéses) — монотипный род растений семейства Вересковые, подсемейства Pyroloidaea.
Единственный вид рода — Одноцветка одноцветко́вая (лат. Moneses uniflóra), также встречающийся под синонимичным устаревшим названием Одноцветка крупноцветковая (лат. Moneses grandiflora).

## Название
Научное латинское название рода происходит от др.-греч. μόνος — единственный, один, и ἕσις — устремление, побуждение. Указывает на единичный цветок. Русскоязычное название является смысловым переводом латинского.

## Ботаническое описание
Многолетнее растение.

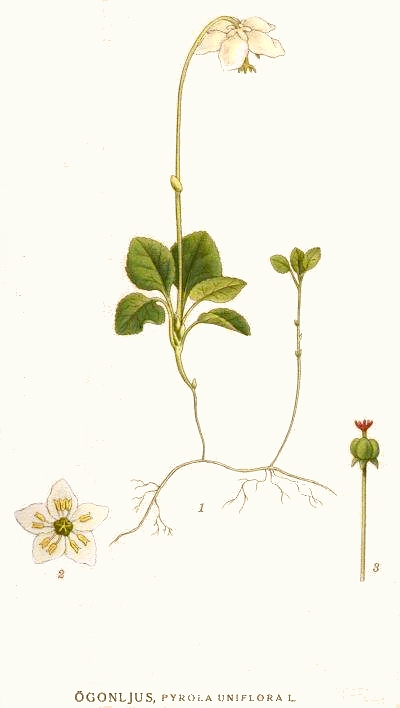

Корневище ползучее тонкое, сильно ветвящееся, находится в верхних слоях почвы.
Побеги прямостоячие, тонкоребристые, высотой до 20 см.
Листья зимнезелёные, овальные или округлые или округло-яйцевидные, по краю пильчато-городчатые или неясно пильчатые, длиной до 25 мм, ясно черешковые, скучены при основании стебля; бледно-зелёные. Черешок короче листовой пластинки.
Цветок поникающий, душистый, на длинной цветоножке, до 2 см в поперечнике, одиночный (с этим связано русское национальное название). Венчик белый, широко раскрытый, плоский, до 25 мм в поперечнике, лепестки простёртые, прямые или отогнутые. Чашечка зеленоватая. Лепестки белые, раскинуты в стороны. Пыльники с рожками. Пестик с толстым звёздчатым рыльцем. Цветёт в июне — июле.
Плод — шаровидная прямостоячая коробочка, 6—8 мм в поперечнике. Плодоносит в августе.
Размножается семенами и вегетативно. Первые годы проросток ведёт подземный сапрофитный образ жизни, позднее даёт надземные побеги.

## Распространение и экология
Произрастает в холодном и умеренном поясах Северного полушария.
В Северной Америке распространена широко: от юга Аляски и восточной части Канады до северной Калифорнии, Аризоны и Нью-Мексико. В штатах Коннектикут и Огайо находится под угрозой исчезновения (англ. Endangered), в Род-Айленде — в опасности (англ. Threatened).
В Европе обычна почти всюду.
В зарубежной Азии растёт в Монголии, Японии, Корее, Китае (Ганьсу, Хэйлунцзян, Цзилинь, Сычуань, Синьцзян, Юньнань), на Тайване. Редко встречается в Кашмире.
В России встречается в европейской части (кроме южных районов), в Сибири, на Дальнем Востоке и на Северном Кавказе. В ряде районов редка и нуждается в охране.
Растёт в хвойных (чаще еловых) и смешанных лесах при среднем увлажнении.

## Химический состав
В траве содержатся тритерпеноиды, иридоиды, стероиды, фенолкарбоновые кислоты, флавоноиды и арбутин.

## Значение и применение
В Северной Америке одноцветка применяется как рвотное средство. В Западной Европе применяется наружно при болезнях глаз.
В народной медицине Сибири и Алтая настойку свежего растения на водке принимают как мочегонное и рвотное средство, а также при заболеваниях желудочно-кишечного тракта (гастралгия), болезнях сердца и для растирания при ломоте в суставах. Отвар листьев используется при всех видах кровотечений как гемостатическое и вяжущее средство, при спастических колитах и наружно для заживления ран. Отваром также промывают глаза при конъюнктивитах и блефаритах.

## Классификация

### Таксономия
- Moneses Salisb. ex Gray, 1821, Nat. Arr. Brit. Pl. 2: 403
- Moneses uniflora (L.) A.Gray, 1848, Manual : 273

Вид Одноцветка одноцветковая входит в род Одноцветка подсемейства Pyroloidaea семейства Вересковые (Ericaceae) порядка Верескоцветные (Ericales). Таксономическая схема в соответствии с Системой APG IV по состоянию на декабрь 2023 года:
|  |                                      |  |                                   |                                   |                      |  | ещё 21 семейство | ещё 21 семейство  |                          |  |                                           |  | еще 3 рода | еще 3 рода |  |
|  |                                      |  |                                   |                                   |                      |  | ещё 21 семейство | ещё 21 семейство  |                          |  |                                           |  | еще 3 рода | еще 3 рода |  |
|  |                                      |  |                                   | порядок Верескоцветные            |                      |  |                  |                   | подсемейство Pyroloidaea |  |                                           |  |            |            |  |
|  |                                      |  |                                   | порядок Верескоцветные            |                      |  |                  |                   | подсемейство Pyroloidaea |  | единственный вид Одноцветка одноцветковая |  |            |            |  |
|  | отдел Цветковые, или Покрытосеменные |  |                                   |                                   | семейство Вересковые |  |                  |                   | род Одноцветка           |  |                                           |  |            |            |  |
|  | отдел Цветковые, или Покрытосеменные |  |                                   |                                   |                      |  |                  |                   |                          |  |                                           |  |            |            |  |
|  |                                      |  | ещё 63 порядка цветковых растений | ещё 63 порядка цветковых растений |                      |  |                  | еще 8 подсемейств | еще 8 подсемейств        |  |                                           |  |            |            |  |
|  |                                      |  |                                   | ещё 63 порядка цветковых растений |                      |  |                  |                   | еще 8 подсемейств        |  |                                           |  |            |            |  |

### Синонимы
Родовые
- Bryophthalmum E.Mey.
- Monanthium Ehrh. ex House
- Odostima Raf.

Видовые
- Bryophthalmum uniflorum (L.) E.Mey.
- Chimaphila rhombifolia Hayata
- Monanthium reticulatum (Nutt.) House
- Monanthium uniflorum (L.) House
- Moneses brevicaulis Schur
- Moneses grandiflora Salisb. ex Gray
- Moneses reticulata Nutt.
- Moneses rhombifolia (Hayata) Andres
- Moneses uniflora subsp. reticulata (Nutt.) Calder & Roy L.Taylor
- Moneses uniflora var. reticulata (Nutt.) S.F.Blake
- Moneses uniflora var. uniflora
- Moneses verticillata Schur
- Odostima acutiflora Raf.
- Odostima caulina Raf.
- Odostima grandiflora Raf.
- Odostima obovata Raf.
- Odostima orbiculata Raf.
- Pyrola halleri Steud.
- Pyrola obovata Raf.
- Pyrola uniflora L.
- Pyrola uniflora var. reticulata (Nutt.) H.St.John
- Pyrola verticillata (Schur) Schur

## Разное
В 1995 году при исследовании одноцветки был обнаружен новый антибиотик хлорохимафилин.
| Цветок. Северная Италия | Цветок (увеличено) | Плод (увеличено) Государственный парк Сквок Маунтин, штат Вашингтон, США | Плодоносящее растение. Сентябрь 2008 года |